# 김의태
김의태(金義泰, 1941년 6월 2일 ~ )는 대한민국의 유도 선수이다. 대한민국 최초의 유도 올림픽 메달리스트이다.
일본 효고현에서 태어난 재일동포 2세로 1964년 하계 올림픽 유도 미들급(80kg) 동메달리스트이다. 1976년 하계 올림픽에서는 한국 유도 대표팀 감독을 맡았고 일본 덴리 대학 명예 교수를 지냈다.